# Distrito de Prettigovia/Davos
El distrito de Prettigovia/Davos (en romanche district dal Partenz/Tavau) era uno de los once distritos del cantón de los Grisones. Limitaba al norte con el distrito de Bludenz (AT-8), al este con el distrito de Inn, al sur con el distrito de Maloja, al suroeste con el distrito de Albula, y al oeste con los distritos de Plessur y Landquart. El 1 de enero de 2017 fue sustituido por la región de Prettigovia/Davos.

## Comunas por círculo
| Círculo de Davos | Círculo de Davos       | Círculo de Davos |
| Comunas          | Población (31.12.2014) | Superficie km²   |
| ---------------- | ---------------------- | ---------------- |
| Davos³           | 11 136                 | 283,99           |

| Círculo de Jenaz | Círculo de Jenaz       | Círculo de Jenaz |
| Comunas          | Población (31.12.2014) | Superficie km²   |
| ---------------- | ---------------------- | ---------------- |
| Fideris          | 587                    | 25,36            |
| Furna            | 204                    | 33,32            |
| Jenaz            | 1184                   | 25,91            |

| Círculo de Klosters | Círculo de Klosters    | Círculo de Klosters |
| Comunas             | Población (31.12.2014) | Superficie km²      |
| ------------------- | ---------------------- | ------------------- |
| Klosters-Serneus    | 3841                   | 193,10              |

| Círculo de Küblis    | Círculo de Küblis      | Círculo de Küblis |
| Comunas              | Población (31.12.2014) | Superficie km²    |
| -------------------- | ---------------------- | ----------------- |
| Conters im Prättigau | 209                    | 18,40             |
| Küblis               | 838                    | 8,14              |
| Saas im Prättigau    | 749                    | 26,71             |

| Círculo de Luzein | Círculo de Luzein      | Círculo de Luzein |
| Comunas           | Población (31.12.2014) | Superficie km²    |
| ----------------- | ---------------------- | ----------------- |
| Luzein            | 1228                   | 31,60             |
| Sankt Antönien¹²  | 337                    | 52,28             |

| Círculo de Schiers | Círculo de Schiers     | Círculo de Schiers |
| Comunas            | Población (31.12.2014) | Superficie km²     |
| ------------------ | ---------------------- | ------------------ |
| Grüsch4            | 1975                   | 33,28              |
| Schiers            | 2639                   | 61,66              |

| Círculo de Seewis   | Círculo de Seewis      | Círculo de Seewis |
| Comunas             | Población (31.12.2014) | Superficie km²    |
| ------------------- | ---------------------- | ----------------- |
| Seewis im Prättigau | 1385                   | 49,63             |

## Variaciones administrativas
- ¹En 1979, fusión de las comunas de Sankt Antönien Castels y Sankt Antönien Rüti en la comuna de Sankt Antönien.
- Los círculos de Davos, Jenaz, Klosters, Küblis y Luzein pertenecieron hasta 1986 al extinto distrito de Oberlandquart, los círculos de Schiers y Seewis al extinto Unterlandquart.
- ²1 de enero de 2007 la comuna de Sankt Antönien Ascharina es incorporada en la comuna de Sankt Antönien.
- ³1 de enero de 2009 inclusión de la comuna de Wiesen en el territorio de la comuna de Davos.
- 4 1 de enero de 2011: Grüsch, Fanas y Valzeina → Grüsch

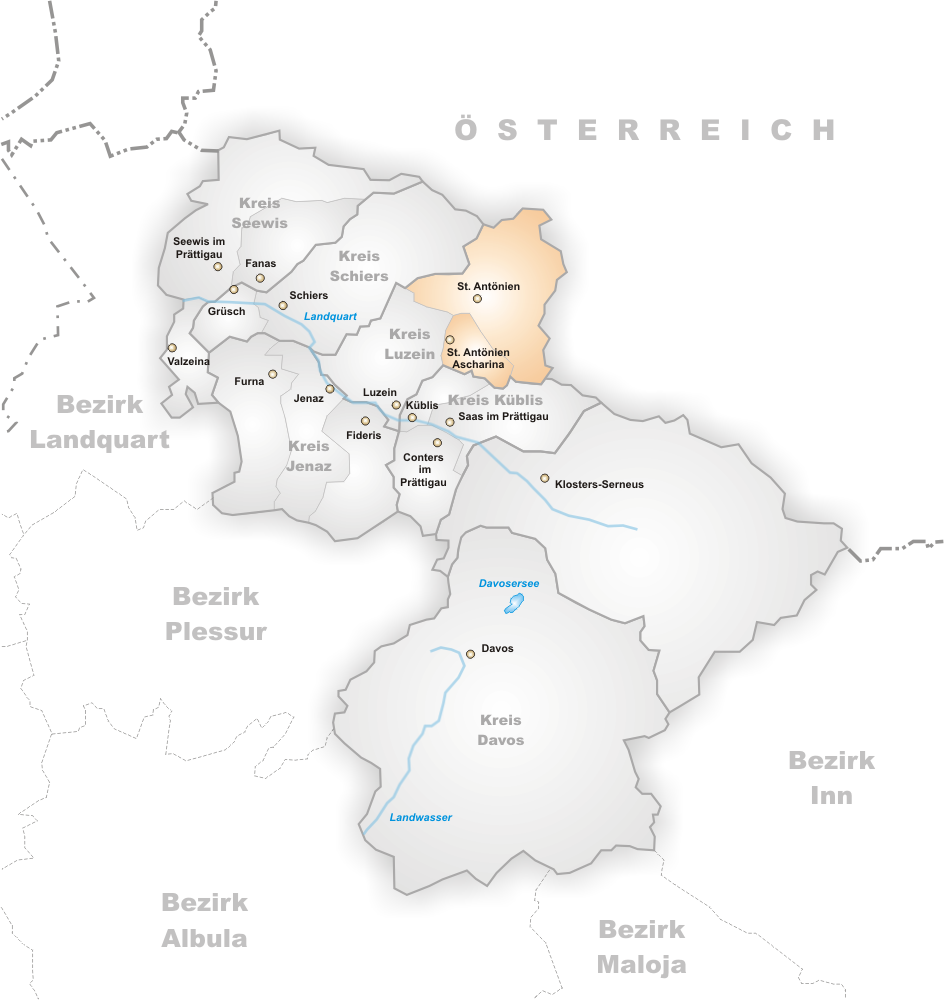
Comunas hasta 2006
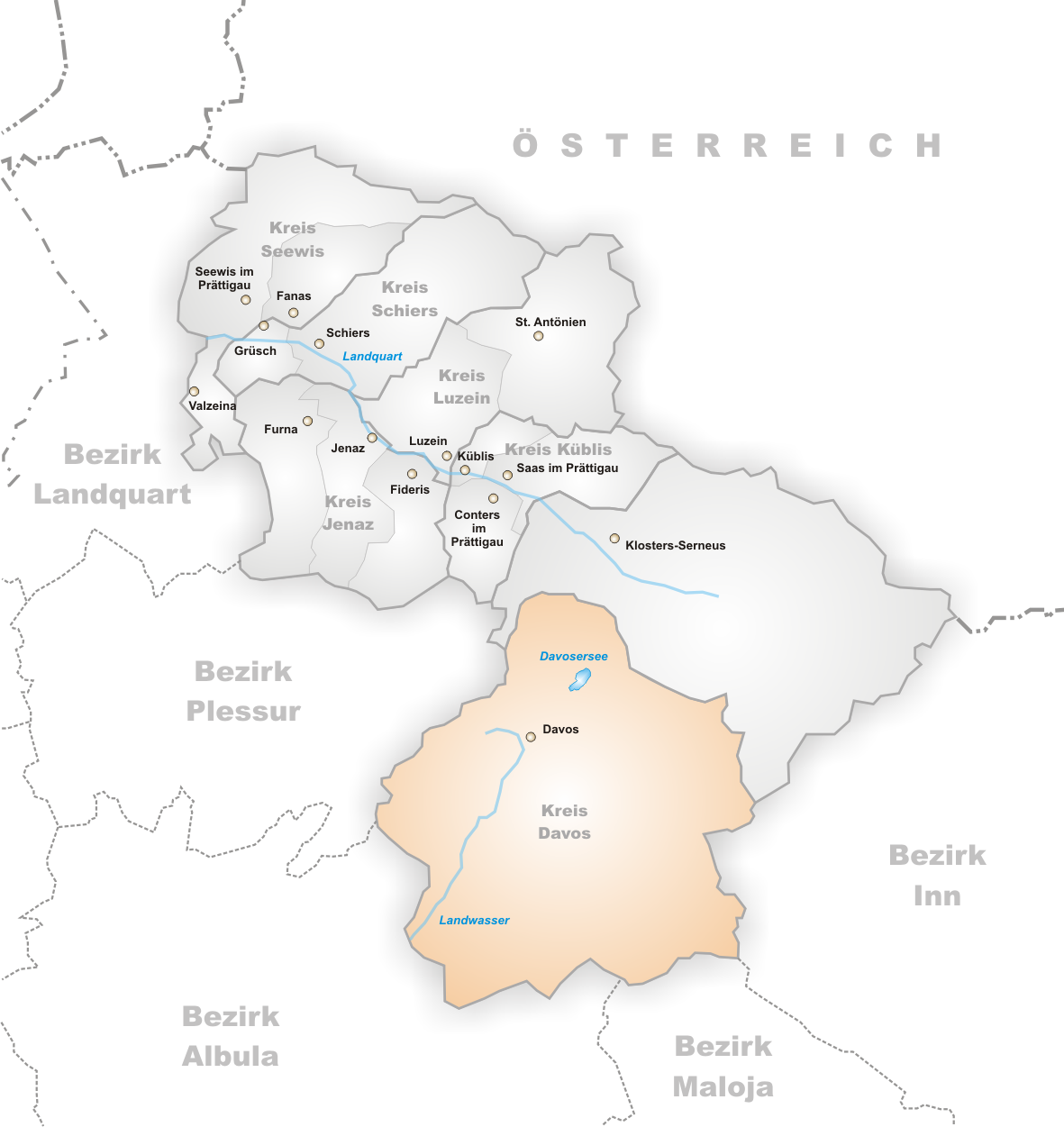
Comunas hasta 2008
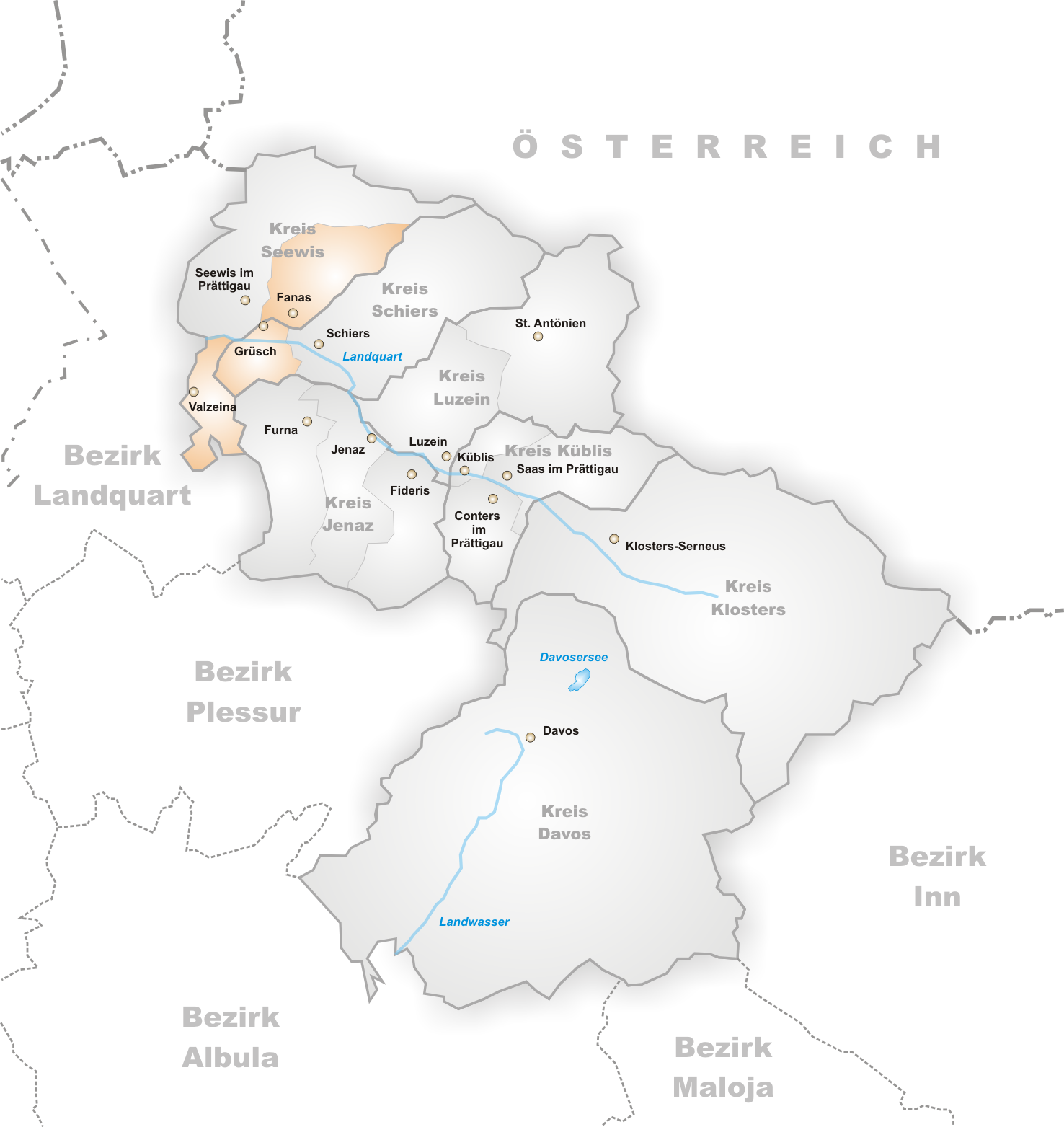
Comunas hasta 2010